# 絳帳海堂春
《絳帳海棠春》（英語：Born Yesterday）是1950年的一部電影。電影改編自同名歌劇，導演是喬治·丘克。主演是茱蒂·霍利德和威廉·荷頓。這部電影獲得了奧斯卡獎最佳女主演獎。並且被選入美國電影學會 (AFI) 百年百大喜劇電影。2012年，這部電影被收入國家電影登記部。在1993年，還翻拍了這部電影 。

## 外部連結

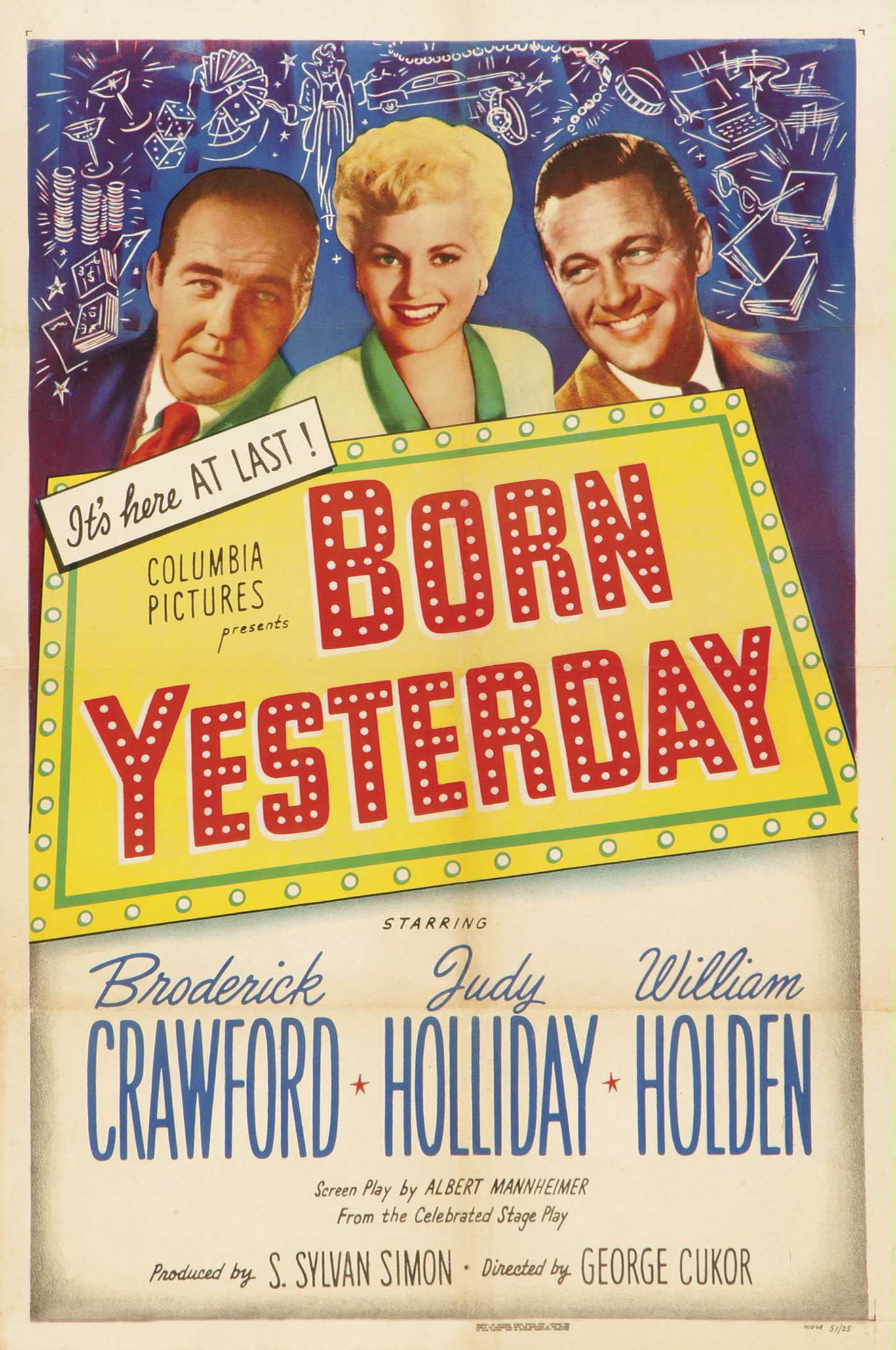
電影海報

- 互联网电影数据库（IMDb）上《Born Yesterday》的资料（英文）
- TCM电影资料库上《Born Yesterday》的资料（英文）
- AllMovie上《Born Yesterday》的资料（英文）
- 爛番茄上《Born Yesterday》的資料（英文）